# 哈根四重奏團

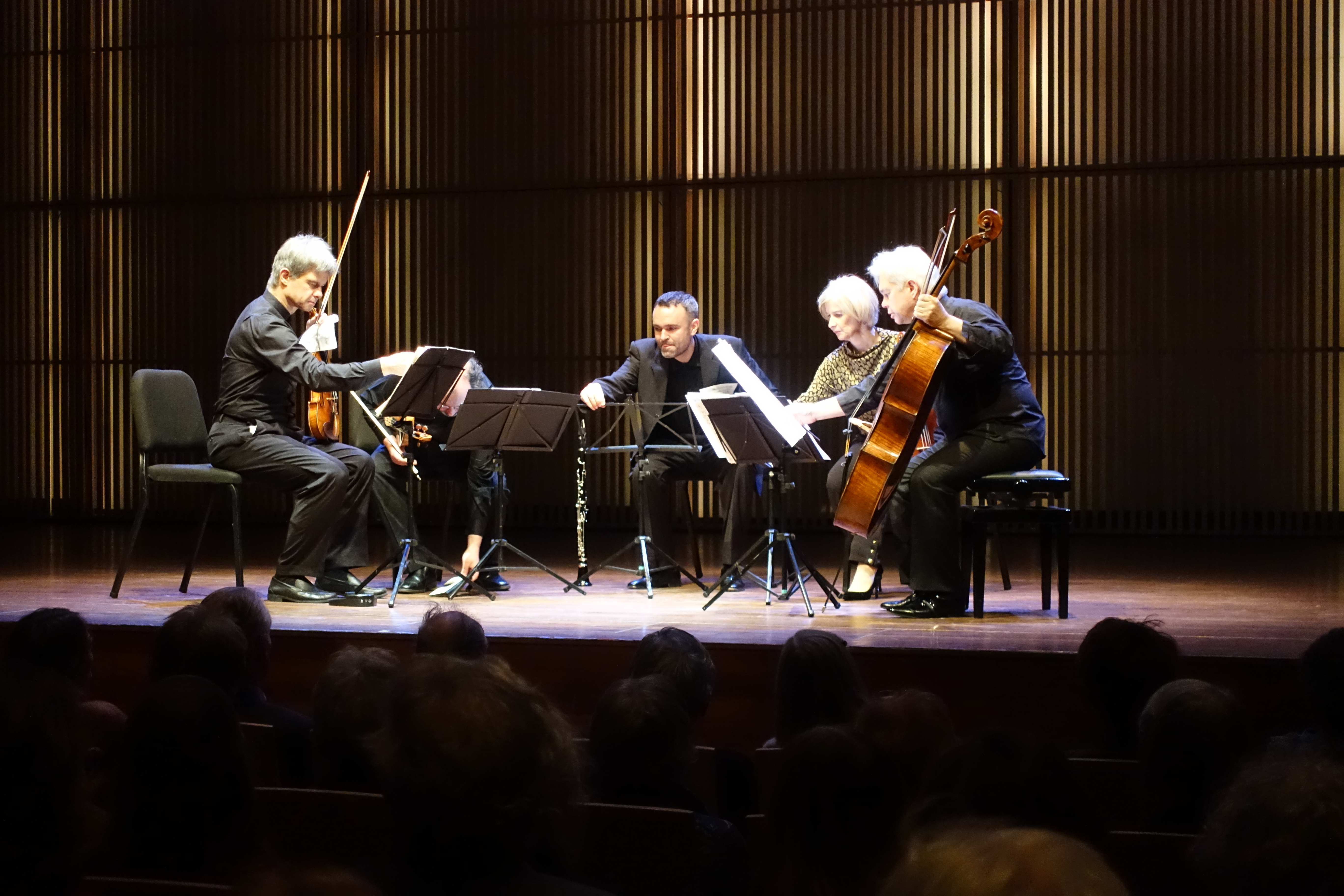

哈根弦乐四重奏團（德語：Hagen Quartett）成立于1981年，是由出生在奥地利萨尔茨堡音乐世家的哈根三兄妹和小提琴手Annette Bik组建的，1987年德国小提琴家Rainer Schmidt替换了Annette Bik，一直延续至今。
哈根弦樂四重奏團在德国DG唱片公司灌录过很多优秀的四重奏唱片，尤其是对德奥系列古典音乐，有着个性鲜明的演奏。目前乐队成员是Lukas Hagen（小提琴）、Rainer Schmidt（小提琴）、Veronika Hagen（中提琴）、Clemens Hagen（大提琴）。

## 錄音推薦
- (CD). Deutsche Grammophon. Barcode 028943992022.
- Brunner, Eduard.  (CD). Deutsche Grammophon. Barcode 028941960023.

## 外部連結
- 哈根四重奏團的Discogs页面（英文）